# Iwona Śledzińska-Katarasińska
Iwona Elżbieta Śledzińska-Katarasińska (Komorniki, 3 de janeiro de 1941 — Łódź, 1 de janeiro de 2024) foi uma jornalista e política polonesa. Ela foi eleita para a Sejm em 25 de Setembro de 2005 com 23 119 votos em 9 no distrito de Łódź, candidata pelas listas do partido Platforma Obywatelska.
Na República Popular da Polônia, foi jornalista do órgão de imprensa "Głos Robotniczy" do Partido dos Trabalhadores Unidos da Polônia em Łódź. Inspirada pelos comunistas durante a crise política polonesa de 1968, ela escreveu muitos textos antissemitas.
Śledzińska-Katarasińska foi membro da Sejm polonesa entre 1991 e 2023. Ela cumpriu todos os seus nove mandatos em seu círculo eleitoral de Łódź.
 

Morreu em 1º de janeiro de 2024, aos 82 anos, dois dias antes de completar 83 anos.